# نبرد اوکپو
نبرد اوکپو (انگلیسی: Battle of Okpo) یکی از نبردهای تهاجم ژاپن به کره (۱۵۹۸–۱۵۹۲) بود.